# Dzięcioły Dalsze
Dzięcioły Dalsze – wieś w Polsce położona w województwie mazowieckim, w powiecie sokołowskim, w gminie Sterdyń. Ma status sołectwa. Obok miejscowości przepływa rzeczka Buczynka, dopływ Bugu.
W latach 1975–1998 miejscowość administracyjnie należała do województwa siedleckiego.
Mieszkańcy wyznania rzymskokatolickiego należą do parafii św. Anny w Sterdyni.

## Części wsi
| SIMC    | Nazwa                    | Rodzaj    |
| ------- | ------------------------ | --------- |
| 0690358 | Kolonia Dzięcioły Dalsze | kolonia   |
| 0690341 | Na Dołach                | część wsi |

## Historia
W 1921 r. naliczono tu 61 budynków z przeznaczeniem mieszkalnym oraz 389. mieszkańców (180. mężczyzn i 209 kobiet). Narodowość polską zgłosiło 387 osób, a 2. rusińską.
Urodził się tu Jan Kazimierczak – polski nauczyciel, pedagog, działacz związkowy i społeczno-oświatowy, znawca i miłośnik Warszawy, poseł na Sejm PRL VII kadencji z ramienia ZSL.